# Roccaspinalveti
Roccaspinalveti est une commune de la province de Chieti dans la région Abruzzes en Italie.

## Administration
| Période                                  | Période  | Identité      | Étiquette | Qualité |
| ---------------------------------------- | -------- | ------------- | --------- | ------- |
| 14 juin 2004                             | En cours | Claudio Bruno |           |         |
| Les données manquantes sont à compléter. |          |               |           |         |

### Hameaux
Olmi, Serre, Fatticce, Santa Giusta, Pontone, Bisceglie, Chiuse, San Cristoforo, Quercialtieri, Acquaviva, Tesoro, Fonte Santa Maria, Vigna Monaci

### Communes limitrophes
Carpineto Sinello, Carunchio, Castiglione Messer Marino, Fraine, Guilmi, Montazzoli